# Arendonk
Arendonk ist eine belgische Gemeinde in die Kempen der Region Flandern mit 13.391 Einwohnern (Stand 1. Januar 2024). Sie liegt im Nordosten Belgiens und grenzt unmittelbar an die Niederlande.
Turnhout liegt 10 Kilometer westlich, die niederländische Stadt Eindhoven 30 km nordöstlich und Brüssel etwa 75 km südwestlich.
Die nächsten Autobahnabfahrten sind Turnhout-Oost und Retie an der belgischen A21/E 34. 

In Turnhout, Mol und Geel befinden sich die nächsten Regionalbahnhöfe. 

Der Flughafen Antwerpen und der Flughafen von Eindhoven sind die nächsten Regionalflughäfen und der Flughafen Brüssel National nahe der Hauptstadt Brüssel ist ein Flughafen von internationaler Bedeutung. Ein wichtiger Arbeitgeber ist der Kunststoffhersteller Ravago, der in Arendonk seinen operativen Hauptsitz hat.

## Sehenswürdigkeiten
Das Rathaus wurde im Jahre 1903 im neogotischen Stil errichtet. Ein Jahr später wurde die Kirche Unsere-Liebe-Frau fertiggestellt.

## Bilder

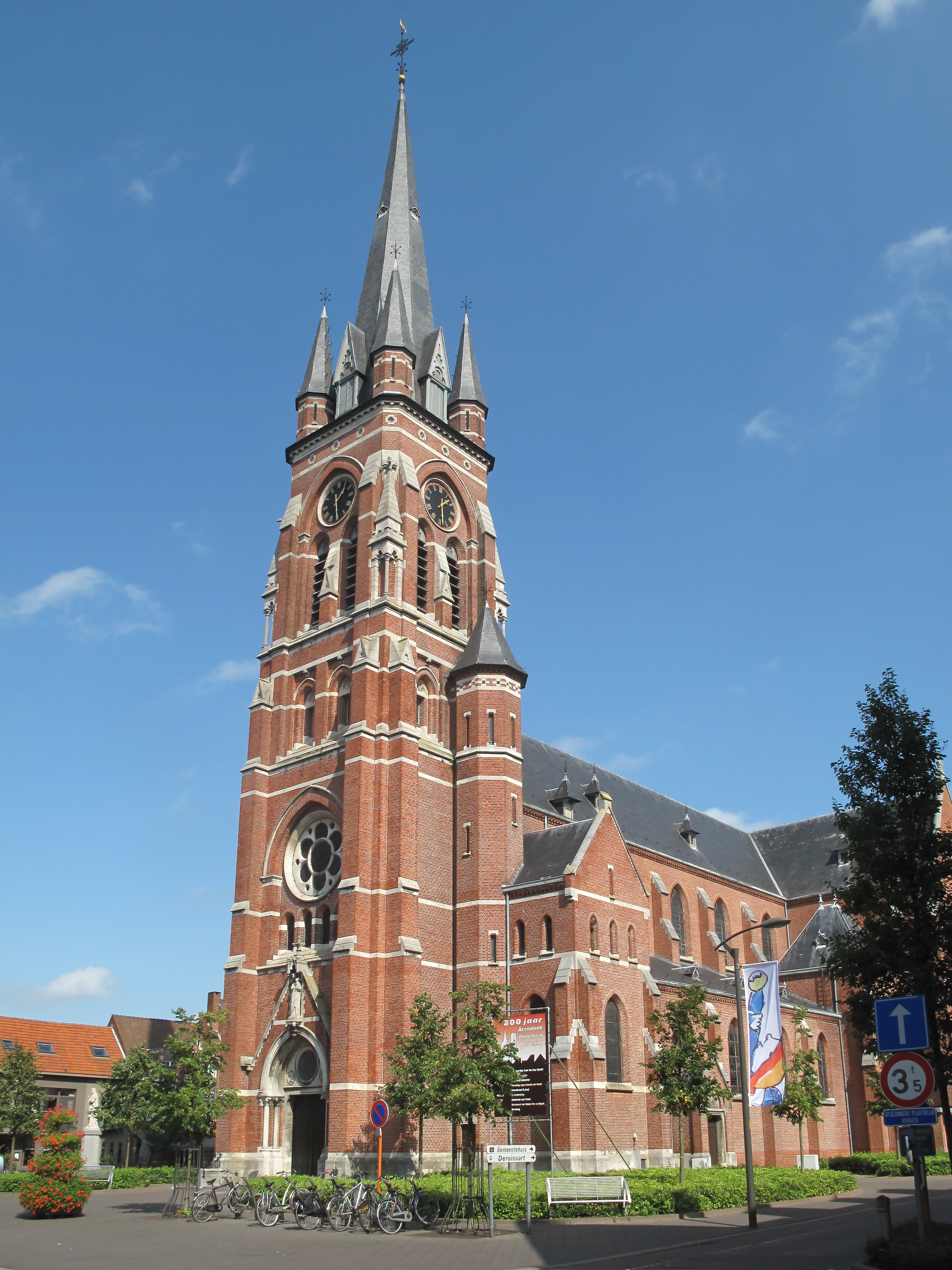
Arendonk, Kirche: de Onze Lieve Vrouwe Kerk
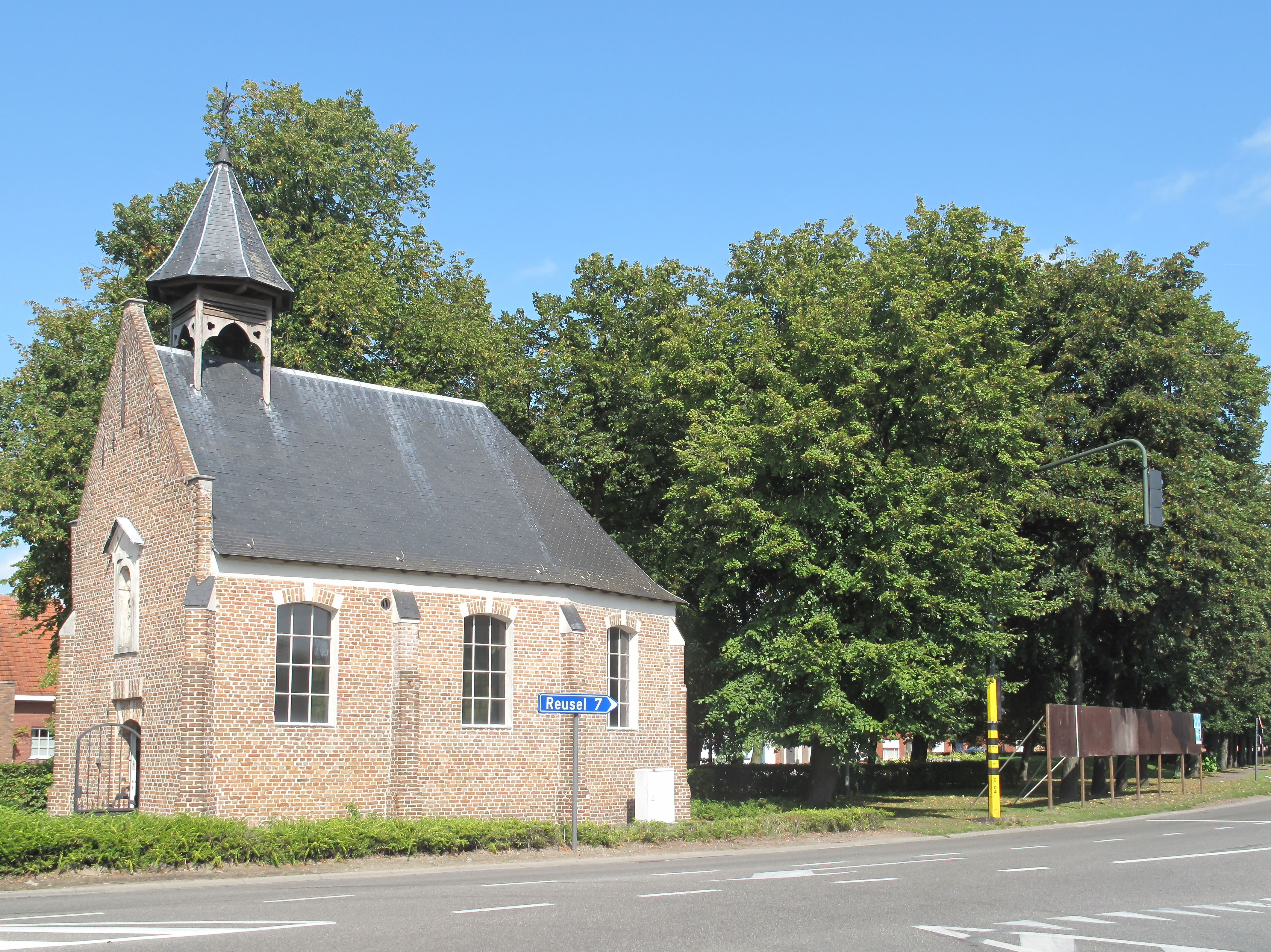
Arendonk, Kapelle
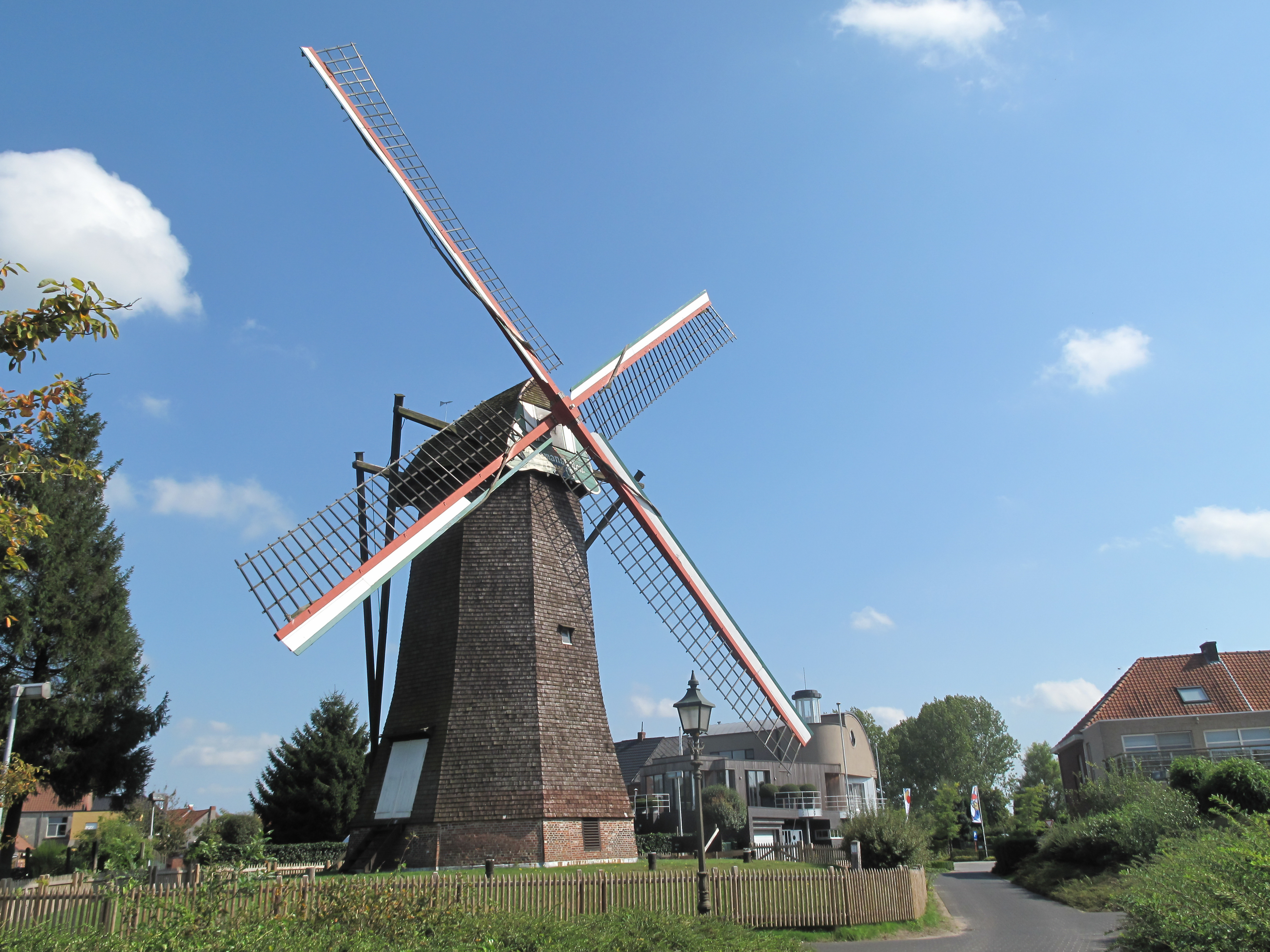
Arendonk, Mühle: de Toremansmolen

## Gemeindepartnerschaften
- Kobern-Gondorf, Deutschland (seit 1993)
- Mont-Saint-Éloi, Frankreich

## Söhne und Töchter der Gemeinde
- Godfried De Vocht (1908–1985), Radrennfahrer
- René Mertens (1922–2014), Radrennfahrer
- Rik Van Steenbergen (1924–2003), Radrennfahrer